# Strength in Numb333rs
Strength in Numb333rs (a veces estilizado como STRENGHT IN NUMB333RS) es el primer álbum de estudio de la banda estadounidense de rap metal Fever 333. Fue lanzado el 18 de enero de 2019 a través de su sello discográfica Roadrunner y 333 Wreckords Crew.

## Lanzamiento
El 9 de noviembre de 2018, la banda lanzó un vídeo musical para su primer sencillo "Burn It" junto con el anuncio de su álbum debut, "Strength in Numb333rs", con fecha de lanzamiento del 18 de enero de 2019.

## Recepción
Strength in Numb333rs recibió aclamación crítica en el lanzamiento. Wall of Sound le dio al álbum una calificación de 9/10 y escribió: "Strength in Numb333rs no cambiará el panorama de la música en 2019, pero bien puede dar forma a una generación para tomar mejores decisiones". Por el contrario, ipod044 Reviews le dio al álbum un 6.5/10 y dijo "Aunque hay muchos momentos en el álbum que muestran el potencial de la banda en el futuro ... los coros decepcionantes, las canciones inconsistentes, las estructuras de canciones repetitivas y la falta de nuevos Las ideas evitan que este álbum sea tan bueno como podría haber sido ".

## Lista de canciones
| N.º | Título             | Duración |  |
| 1.  | «...»              | 1:02     |  |
| 2.  | «Burn It»          | 3:51     |  |
| 3.  | «Animal»           | 3:23     |  |
| 4.  | «Prey for Me/3»    | 5:11     |  |
| 5.  | «One of Us»        | 3:24     |  |
| 6.  | «Inglewood/3»      | 7:01     |  |
| 7.  | «The Innocent»     | 3:21     |  |
| 8.  | «Out of Control/3» | 7:09     |  |
| 9.  | «Am I Here?»       | 2:48     |  |
| 10. | «Coup D’Étalk»     | 4:10     |  |

Notas
- Cada canción está estilizada en mayúsculas. Por ejemplo, "Prey for Me/3" está estilizado como "PREY FOR ME/3".

## Posicionamiento en lista
| Lista (2019)                     | Posiciones |
| -------------------------------- | ---------- |
| Alemania (Media Control Charts)  | 73         |
| Australian Digital Albums (ARIA) | 38         |
| Bélgica (Ultratop flamenca)      | 156        |
| Escocia (Scottish Albums Chart)  | 90         |
| Suiza (Schweizer Hitparade)      | 75         |

## Personal
- Jason Aalon Butler - voces
- Stephen Harrison - guitarra
- Aric Improta - batería, percusión